# Charles André
Charles André (1841 – 1921) byl francouzský architekt, otec architekta Émila Andrého.

## Život a kariéra
Byl organizátorem výstavy dekorativního umění v roce 1894 v Nancy, která předznamenala vznik École de Nancy.
Spolu se svými syny byl autorem návrhu obchodního domu Vaxelaire v Nancy, postaveného v letech 1899 až 1901 na rohu rue Saint-Jean a rue Raugraff. Tato stavba byla v roce 1994 zařazena mezi francouzské památky.